# Unión Santafesina de Rugby
La Unión Santafesina de Rugby  es el órgano encargado de organizar el rugby en la ciudad de Santa Fe, Argentina. 

## Historia
En 1949 se funda la Unión de Rugby del Río Paraná. Su función era representar y organizar las competiciones de los clubes de ambas provincias Santa Fe y Entre Ríos. El único club fundador de la Unión que actualmente sigue en actividad es el Club Universitario de Santa Fe.

Debido a diferentes puntos de vista de la URRP se dividió en dos al poco tiempo. Los clubes de Entre Ríos pasarían a formar la Union Entrerriana de Rugby y los clubes de Santa Fe la Unión Santafesina de Rugby.
El club con mayor cantidad de títulos de la unión es el Club Universitario (con un total de 11 campeonatos).

## Actualidad
USR es una de las 25 uniones afiliada a la Unión Argentina de Rugby (UAR). La organización ejecuta las competiciones de rugby de la provincia de Santa Fe, con la excepción de los clubes de Rosario, que son parte de la Unión de Rugby de Rosario.
La Unión Santafesina también dirige la selección de Santa Fe, que representa a la provincia en el Campeonato Argentino y otros torneos como los Cross Borders. Los clubes de la unión participan del Torneo del Litoral junto a equipos de Entre Ríos y de Rosario.

## Clubes
| Club                                                | Ciudad              |
| --------------------------------------------------- | ------------------- |
| Club Universitario                                  | Santa Fe (Fundador) |
| Club Atlético Adelante                              | Reconquista         |
| Club Atlético Brown                                 | San Vicente         |
| Cha Roga Club                                       | Santo Tomé          |
| Círculo Rafaelino de Rugby                          | Rafaela             |
| CRAI Ateneo Inmaculada                              | Santa Fe            |
| Club Deportivo Jorge Newbery                        | Gálvez              |
| Club La Salle Jobson                                | Santa Fe            |
| San Carlos Rugby Club                               | San Carlos          |
| Club Atlético San Jorge                             | San Jorge           |
| Santa Fe Rugby Club                                 | Sauce Viejo         |
| Club Atlético Unión de Sunchales (Guaycurúes Rugby) | Sunchales           |
| Club atlético Unión                                 | Santa Fe            |